# 주자어류 목판
주자어류 목판(朱子語類 木板)은 대한민국 경상남도 진주시에 있는, 일제강점기 1904∼1905년에 진주의 선비들이 간행한 책판이다.
1979년 12월 29일 경상남도의 유형문화재 제161호 주자어류책판'으로 지정되었다가, 2018년 12월 20일 현재의 명칭으로 변경되었다.

## 개요
『주자어류』는 본래 중국 송나라의 여정덕이 주자가 여러 문인들과 교류하며 주고받은 문답(問答)을 모아 편집한 책이다. 모두 50책이나 되는 방대한 양으로, 조선시대 우리나라의 유학자들이 성리학을 공부하면서 반드시 읽어야 할 책이었다.
선조 8년(1575)에 우리나라에서는 처음으로 간행되었으나, 임진왜란 때 모두 불타버렸고, 인조 때 다시 영남감영에서 간행했지만 이것마저도 불에 타버렸다. 그후 영조 46년(1770) 영남의 관찰사가 임금의 명을 따라 간행하였으나, 이것마저도 세월이 흐르는 동안 없어지고 1904∼1905년에 진주의 선비들이 2,076판으로 간행하였는데 이것이 이 『주자어류책판』이다.
조선이 나라의 운명을 다해갈 무렵에 진주의 선비들이 모여 이같이 커다란 일을 했다는 점에서 높이 평가되고 있다.

## 참고 문헌
- 주자어류 목판 - 국가유산청 국가유산포털